# Aphantopus sexoculatus
Aphantopus sexoculatus är en fjärilsart som beskrevs av Marcel Caruel 1944. Aphantopus sexoculatus ingår i släktet Aphantopus och familjen praktfjärilar. Inga underarter finns listade i Catalogue of Life.